# War of the Worlds 2: The Next Wave
War of the Worlds 2: The Next Wave è un film del 2008 diretto da C. Thomas Howell. Il film è stato 
prodotto e distribuito da The Asylum. Il film è il sequel di War of the Worlds - L'invasione del 2005. Come il suo predecessore anche War of the Worlds 2: The Next Wave è stato diretto solo per il circuito Direct-to-video. C. Thomas Howell ha nuovamente ripreso il suo ruolo di George Herbert. Il film è ambientato due anni dopo il suo prequel e vede l'inizio di una seconda invasione da parte degli extra-terrestri. Il film ha ricevuto critiche molto negative.

## Trama
Il film inizia con alcune scene da War of the Worlds - L'invasione e con la voce di George Herbert che spiega che, nonostante anni di ricerca di vita extra-terrestre, l'umanità non avrebbe mai potuto prevedere l'invasione. Inoltre George dice che gli alieni sono morti a causa del sangue umano di cui si nutrivano. Due anni dopo la prima invasione, si vede una città, popolata da profughi silenziosi. Tra di loro ci sono anche Shackleford e Sissy.  Improvvisamente, tre tripodi atterrano in città e iniziano ad usare un raggio di calore per disintegrare gli umani. Shackleford e Sissy si rifugiano nel loro nascondiglio e qui Shackleford prende un campione di sangue di Sissy mediante l'uso di una siringa. Poi la inietta in se stesso per prendere un campione del suo stesso sangue. George Herbert e suo figlio Alex vivono nella loro casa, lasciata intatta dalla prima invasione. Una mattina, George sente uno strano disturbo alla radio, lo stesso sentito durante la prima invasione. George fa andare Alex nel seminterrato della casa e gli promette che tornerà non appena avrà finito il suo lavoro. George va in una base aerea degli Stati Uniti e qui rivela al maggiore Kramer e agli scienziati lì presenti che i suoi studi sugli alieni stanno creando un buco spazio-temporale tra la Terra e Marte. Una flotta di jeets volano attraverso questo buco e raggiungono il pianeta Marte. George lascia la base per andare a prendere suo figlio e trova un tripode di fronte a casa sua. Alex viene colpito da una piccola arma del tripode. Ricordando gli esseri umani rapiti dagli alieni durante la loro prima invasione, George si rende conto che l'arma che ha colpito Alex è un teletrasportatore. George scappa e raggiunge una città abbandonata. Si sveglia la mattina seguente e incontra un uomo di nome Pietro che sta scappando da un tripode. George capisce che l'unico modo per salvare suo figlio è farsi teletrasportare all'interno dell'alieno. Una volta colpito dall'arma del tripode, George si risveglia all'interno del veicolo alieno con Pietro. Poi loro fuggono con Sissy, che conosce un modo per aggirare l'interno organico. Nel frattempo i marziani iniziano una seconda invasione della Terra, attaccando città come Londra e Parigi. Invece il maggiore Kramer guida una flotta di jet per raggiungere l'astronave madre dei tripodi e tornare su Marte. George, Pietro e Sissy si ritrovano nella città comparsa all'inizio del film. Shackleford rivela che la città è un falso, creato dai tripodi come un posto per far vivere prigionieri umani. Shackleford vuole distruggere gli alieni nello stesso modo in cui hanno fatto i batteri durante la prima invasione. Shackleford e Sissy stanno morendo a causa di un virus che è letale per i tripodi. Prima di morire Shackleford convince George a iniettare il suo sangue infetto in se stesso. George e Pietro vengono rapiti di nuovo e finiscono nell'astronave madre dei tripodi. Qui trovano Alex in un bozzolo. George inietta il suo sangue infetto in un baccello contenente un cervello che è telepaticamente collegato a tutti i tripodi. Il virus si diffonde velocemente nelle loro menti e tutti i tripodi si disattivano, sventando così la loro seconda invasione. George, Pietro e Alex trovano il jet di Kramer e scappano mentre l'astronave madre inizia ad esplodere. George riesce in qualche modo a sopravvivere all'infezione e gli umani festeggiano mentre, ascoltando alla radio, si sente un disturbo ormai noto. Quindi si sta per verificare una terza invasione e i personaggi restano in silenzio fino alla fine del film.

## Cast
C. Thomas Howell riprende il suo ruolo di George Herbert, Dashiell Howell quello di Alex Herbert, Christopher Kid Reid interpreta Pietro e Fred Griffith il maggiore Kramer.